# Marko Simić (Basketballtrainer)
Marko Simić (* 6. Juni 1987) ist ein Schweizer Basketballtrainer serbischer Abstammung.

## Laufbahn
Simićs Familie stammt aus Čačak in Serbien und zog in die Schweiz. Er wuchs in Pratteln im Kanton Basel-Landschaft auf. Er spielte Basketball bei Liestal Basket 44 und trainierte ab dem Alter von 16 Jahren Jugendmannschaften des Vereins. Später trainierte er auch Auswahlmannschaften des Basketballverbandes Nordwestschweiz (BVN).
2008 ging er ins Nachbarland Deutschland und wurde Assistenztrainer bei der TG Renesas Landshut in der 2. Bundesliga ProB. Anfang November 2008 trat Landshuts Cheftrainer Robert Scheinberg zurück, Simić wurde sein Nachfolger. Unter seiner Führung schaffte Landshut den Klassenerhalt, im Mai 2009 erhielt er eine Vertragsverlängerung für die Saison 2009/10, wechselte aber noch vor Saisonbeginn zu den Franken Hexern, wo er Trainer im Jugendleistungsbereich war und darüber hinaus unter Derrick Taylor als Co-Trainer des Hexen-Partnervereins Nürnberger BC in der ProB wirkte. Im November 2009 erhielt Simić die Freigabe für einen Wechsel zu den GiroLive-Ballers Osnabrück. Bei dem Verein aus der 2. Bundesliga ProA übernahm er das Cheftraineramt des zuvor entlassenen Dragan Torbica.
Simić schloss mit den Niedersachsen die ProA-Saison 2009/10 auf dem neunten Tabellenrang ab. Zu Beginn des Spieljahres 2010/11 führte er die Osnabrücker zu sechs Siegen in Folge. In den folgenden Wochen lief es schlechter, die Mannschaft verlor fünf von sieben Spielen. Anfang Januar 2011 musste Simić gehen, Osnabrück stand zum Zeitpunkt der Trennung mit acht Siegen sowie fünf Niederlagen auf dem fünften Tabellenplatz.
Bereits Anfang Februar 2011 trat Simić eine neue Stelle an und wurde bis zum Saisonende Cheftrainer bei Osnabrücks Ligakonkurrent USC Heidelberg, mit dem er die Spielzeit als Tabellenachter beendete.
Zur Saison 2011/12 wurde er als Cheftrainer der Oettinger Rockets verpflichtet. Unter Simićs Leitung gingen die Thüringer als Spitzenreiter der ProB-Süd in die Meisterschaftsendrunde und marschierten dort ohne Niederlage in die Finalserie, die mit 2:0-Siegen gegen den SC Rasta Vechta gewonnen wurde. Nach dem errungenen Titel wurde Simić in einer von der 2. Bundesliga durchgeführten Abstimmung zum besten Trainer der ProB-Saison 2011/12 gewählt. Als Liganeuling wollte sich Gotha im Spieljahr 2012/13 in der ProA etablieren und die Endrunde erreichen. Die Umsetzung dieses Vorhabens sah die Vereinsführung in Gefahr, als Simić im November 2012 im Anschluss an eine 60:83-Niederlage gegen Science City Jena entlassen wurde. Die Mannschaft stand da mit zwei Siegen und sechs Niederlagen auf dem vorletzten Tabellenplatz.
Simić kehrte in die Schweiz zurück und wurde im Februar 2013 neuer Cheftrainer des NLA-Vereins Starwings Basket Regio Basel. Bei den Baselbietern war er nicht als Trainer in Vollzeit beschäftigt, sondern wurde beruflich für ein Versicherungsunternehmen tätig. Zudem wurde er Cheftrainer der Schweizer U20-Nationalmannschaft, die er unter anderem bei den B-Europameisterschaften 2013 und 2014 betreute.
Im Dezember 2013 legte er sein Traineramt bei den Starwings nieder, da dieses nicht mehr mit seinen beruflichen Verpflichtungen vereinbar war. 2015 arbeitete er als Assistenztrainer der Schweizer A-Nationalmannschaft und war inzwischen wieder bei seinem Heimatklub Liestal Basket 44 in der Jugendarbeit tätig. Zur Saison 2016/17 wurde er Trainer in der Nachwuchsabteilung des deutschen Vereins CVJM Lörrach und trat als Leiter von Basketballcamps auf.
Ab der Saison 2017/18 wurde er als Trainer der Herrenmannschaft seines Stammvereins Liestal Basket 44 tätig, später betreute er die U16-Mannschaft des Vereins. 2023 trat er das Traineramt bei der U18-Mannschaft von Basel Basket United, einer Vereinigung der Vereine, BC Arlesheim, BC Bären Kleinbasel, Liestal Basket und Starwings Basel, an.
Im Sommer 2025 wechselte Simić als Trainer zum Damen-Erstligisten BC Alte Kanti Aarau.